# Xinmin
Xinmin (新民 ; pinyin : Xīnmín) est une ville de la province du Liaoning en Chine. C'est une ville-district placée sous la juridiction administrative de la ville sous-provinciale de Shenyang.

## Démographie
La population du district était de 674 813 habitants en 1999.